# Призрен
Призрен (алб. Prizren или Prizreni) је градско насеље и седиште истоимене општине у Србији, које се налази у јужном делу Косова и Метохије и припада Призренском управном округу. Према попису из 2024. било је 76.850 становника. Један је од најзначајнијих градова средњовековне српске државе и културног наслеђа Србије.
Град се налази у подножју Шар-планине, близу границе са Албанијом и Северном Македонијом. Призрен се први пут помиње 1019. године као Приздријана у повељи цара Василија . Призрен је доживео свој највећи процват као престоница Српског царства у 14. веку за време владавине цара Стефана Душана. Његов вековни развој допринео је да овај град буде препознатљив као стециште многих српских историјских, духовних и културних споменика.

## Етимологија
Име града је према одређеним истраживачима састављено јод две речи: 1) пир (персијски: стар, прастар, древни или главни занатлија еснафа) и 2) зерин (персијски: злато).
Друго могуће значење назива је крај при Дриму или пре Дрима. У старим записима: Та привдриана на грч. и на лат. Prizrienzis. У крају око Дрима има доста области везаних за назив Дрим, као Задрима, Тедрина...
Међутим, Призрѣнь је старословенска реч и значи поглед. Састављена је од речи зреније - гледање и префикса при - по, за. Дакле: зрети, призирати, гледати одозго надоле, надзирати, осматрати (у руском језику зрение - вид, виђење; зритель   - гледалац). Призрѣти: господь с небесе призре, призрѣви на ме, господь с небесь призри

## Географија
Призрен је смештен у јужној Метохији, у Призренској котлини, која са Призренским и Љубижданским пољем, чине посебан регион шарско-пиндске области. Град Призрен се налази на надморској висини 412–500 m и на простору између брда Цвилен (1381 m) и планина Ошљак (2212 m), Паштрик (1978 m) и Коритник (2395 m) и планинског ланца Шар-планине. Кроз Призрен протиче река Призренска Бистрица која га дели на два дела. Њен ток је промењен доласком Турака и скренут десно од познате цркве Богородице Љевишке. Призренска Бистрица извире на Шар-планини и улива се у Бели Дрим. На реци су се некада налазиле воденице и вуновлачаре, којих данас нема више.
Призренска котлина налази се на веома трусном подручју у којем је од 1900. до 1936. било забележено 125 земљотреса.

### Клима
Овај крај има умерено континенталну климу са примесама субмедитеранске климе. У вишим пределима јаче се осећају утицаји планинске климе масива Шар-планине, док се у ниским пределима Призренског поља знатнији је утицај Јадранског мора, која продире долином Дрима. Услед утицаја ваздушних маса са Јадранског мора зиме су мање хладније и просечне јануарске температуре се крећу од +0,5 °C до -0,5 °C и има у просеку 15 до 17 ледених дана.
Лета у Призрену су врло топла а просечне температуре у најтоплијем месецу јулу крећу се од +21,5 °C до 22,8 °C. Трајање сунчевог сјаја у Призрену је велико и износи око 2.150 часова годишње.
| Клима Призрен (1961—1990)                        | Клима Призрен (1961—1990) | Клима Призрен (1961—1990) | Клима Призрен (1961—1990) | Клима Призрен (1961—1990) | Клима Призрен (1961—1990) | Клима Призрен (1961—1990) | Клима Призрен (1961—1990) | Клима Призрен (1961—1990) | Клима Призрен (1961—1990) | Клима Призрен (1961—1990) | Клима Призрен (1961—1990) | Клима Призрен (1961—1990) | Клима Призрен (1961—1990) |
| Показатељ \ Месец                                | .Јан.                     | .Феб.                     | .Мар.                     | .Апр.                     | .Мај.                     | .Јун.                     | .Јул.                     | .Авг.                     | .Сеп.                     | .Окт.                     | .Нов.                     | .Дец.                     | .Год.                     |
| ------------------------------------------------ | ------------------------- | ------------------------- | ------------------------- | ------------------------- | ------------------------- | ------------------------- | ------------------------- | ------------------------- | ------------------------- | ------------------------- | ------------------------- | ------------------------- | ------------------------- |
| Апсолутни максимум, °C (°F)                      | 20,2 (68,4)               | 22,4 (72,3)               | 26,0 (78,8)               | 31,3 (88,3)               | 33,8 (92,8)               | 40,6 (105,1)              | 42,8 (109)                | 40,8 (105,4)              | 37,8 (100)                | 31,4 (88,5)               | 26,6 (79,9)               | 23,7 (74,7)               | 42,8 (109)                |
| Максимум, °C (°F)                                | 4,2 (39,6)                | 7,7 (45,9)                | 11,9 (53,4)               | 17,2 (63)                 | 22,5 (72,5)               | 26,7 (80,1)               | 29,6 (85,3)               | 28,9 (84)                 | 25,5 (77,9)               | 18,6 (65,5)               | 12,1 (53,8)               | 5,4 (41,7)                | 17,9 (64,2)               |
| Просек, °C (°F)                                  | 0,2 (32,4)                | 3,2 (37,8)                | 7,1 (44,8)                | 12,2 (54)                 | 17,0 (62,6)               | 21,1 (70)                 | 23,2 (73,8)               | 22,8 (73)                 | 19,6 (67,3)               | 13,2 (55,8)               | 7,5 (45,5)                | 3,0 (37,4)                | 13,0 (55,4)               |
| Минимум, °C (°F)                                 | −2,5 (27,5)               | −0,6 (30,9)               | 3,1 (37,6)                | 7,2 (45)                  | 11,6 (52,9)               | 14,6 (58,3)               | 16,0 (60,8)               | 15,6 (60,1)               | 12,9 (55,2)               | 7,8 (46)                  | 3,2 (37,8)                | −0,8 (30,6)               | 8,1 (46,6)                |
| Апсолутни минимум, °C (°F)                       | −19,2 (−2,6)              | −16,1 (3)                 | −9,7 (14,5)               | −2,6 (27,3)               | 0,9 (33,6)                | 3,8 (38,8)                | 7,3 (45,1)                | 7,0 (44,6)                | 1,0 (33,8)                | −4,0 (24,8)               | −12,2 (10)                | −15,4 (4,3)               | −19,2 (−2,6)              |
| Количина падавина, mm (in)                       | 76,2 (3)                  | 54,1 (2,13)               | 63,5 (2,5)                | 61,1 (2,406)              | 66,7 (2,626)              | 69,7 (2,744)              | 48,6 (1,913)              | 127,4 (5,016)             | 58,2 (2,291)              | 55,1 (2,169)              | 88,3 (3,476)              | 81,1 (3,193)              | 780,0 (30,709)            |
| Дани са падавинама (≥ 0.1 mm)                    | 12,8                      | 12,1                      | 12,1                      | 12,8                      | 12,3                      | 11,6                      | 8,9                       | 7,5                       | 8,1                       | 9,3                       | 12,6                      | 13,5                      | 133,6                     |
| Дани са снегом                                   | 7,6                       | 5,6                       | 3,8                       | 0,4                       | 0,0                       | 0,0                       | 0,0                       | 0,0                       | 0,0                       | 0,1                       | 2,1                       | 5,8                       | 25,4                      |
| Релативна влажност, %                            | 81                        | 75                        | 68                        | 64                        | 64                        | 61                        | 58                        | 59                        | 67                        | 74                        | 79                        | 82                        | 69                        |
| Сунчани сати — месечни просек                    | 100,2                     | 110,0                     | 159,4                     | 196,2                     | 244,5                     | 290,7                     | 310,8                     | 295,7                     | 250,7                     | 187,6                     | 119,7                     | 82,1                      | 2.437,4                   |
| Извор: Републички хидрометеоролошки завод Србије |                           |                           |                           |                           |                           |                           |                           |                           |                           |                           |                           |                           |                           |

## Историја
У селу Тупец поред Призрена пронађени су археолошки остаци који припадају каснијем неолиту. Трагови неолитске културе пронађени су на још неколико локалитета.
Познат у античко време као град Теранда, Призрен се развијао између 6 и 9. века (тврђава Каљаја, подграђе и мања насеобина око базилике на чијим деловима остатака је касније подигнута црква Богородица Љевишка).
Племе Дарданци живело је неколико столећа на простору данашњег Призрена, бавећи се углавном сточарством. Формирали су и своју краткотрајну државну односно савез држава.
Током археолошких истраживања пронађени су римски, византијски налази као и илирски тумул са остацима материјалне културе датиране од VII века пре нове ере до I и II века нове ере.
За време римске владавине Призрен се звао Присдријана.

### Византијски период
Повељом цара Василија II из 1019. године, под надлежност Охридске архиепископије је стављена и Призренска епархија и ово је први писани документ у коме се помиње Призрен тада под именом Приздријана.
За време византијске власти над Призреном, у њему је подигнут српски устанак против цара Михајла VII и на сабору који је ту организован 1072, учесници устанка, властелини и скопски бољари прогласили су српског краљевића Бодина за владара и крунисали су га за бугарског цара Петра III. Устанак је недуго затим био крваво угушен.

### Средњовековни српски период
Град је дефинитивно постао део српске средњовековне државе за време краља Стефана Првовенчаног.
Локалитет Дервенград се помиње на простору данашњег Призрена у повељи краља Стефана Драгутина манастиру Хиландар, датираној 1276-2828. Претпоставља се да је реч о тврђави од дрвета која је изгорела у пожару, мада постоји и тумачења да је оригинални назив тврђаве Дербенд (клисура).
Поред Дервенграда Призрен је имао српско и византијско утврђење Вишеград, широк 15 и дуг око 50 метара. У унутрашњости овог каштела налазила се Црква Светог Николе, задужбина краља Стефана Дечанског.
У доба краља Милутина, Призрен (Призрѣнь) је постао најзначајније трговачко место Српске краљевине. Град на Бистрици економски јача нарочито у време краља Милутина, цара Душана и цара Уроша. У то време Призрен кује и свој новац. Из тог периода су најзначајнији историјски споменице српске средњовековне баштине, црква Богородица Љевишка и манастирски комплекс Свети Архангели, задужбина цара Душана.
Више пута је Призрен био и престоница царева Душана и Уроша. На дворцу ових царева издате су и сачуване њихове повеље у Призрене и на Рибнику које представљају сведочанство о боравку српских владара у 14. веку. У то време у Призрену се насељавају трговци из Дубровника и Котора и ту се почињу организовати познати сајмови (панађури), у дане великих верских празника.
Град је смештен на раскрсници важних караванских путева, и у њему су трговали Срби, Грци, Бугари, Арбанаси, Далматинци, Латини и Власи.
У Призрену се током средњег века производила свилена тканина и гајила свилена буба. Низ занатских грана је био развијен, укључујући златарство. У средњем веку град је био центар обраде племенитих метала попут сребра и злата.
Призренским градом управљао је кефалиија који је увек био Србин, док је тргом управљао кнез који је по правилу био из приморских градова Дубровника и Котора. Средњовековно призренско становништво било је разнородно и већину су у то време чинили Срби али је било и Дубровчана, Корчулана, Влаха, Млечана, Грка, Саса и Арбанаса. Они су обично живели у колонијама. Највећу наосебину су сачињавали Дубровчани. Током XIV века у Призрену се налазило седиште дубровачког конзула за читаву српску државу.
Српске средњовековне повеље наводе поименце 172 села у области Призрена.
Путописци тога времена Призрен називају „царски град“ и „царска престоница“, а у народним епским песмама наводи се као „српски Цариград“.
После смрти цара Душана Призреном је овладао краљ Вукашин и држао га од 1362. до 1371. године. Краљ Вукашин је у Призрену ковао новац.
Краљ Марко је владао Призреном до 1372, а Балшићи од 1372. до 1376. године и већ од тада почиње опадање Призрена и помиње се 1433. међу напуштеним трговачким местима.
Из тога времена потиче чак 33 српске православне цркве у граду и околини.

### Османски период
О томе када су Османлије освојиле Призрен историчари се нису усагласили. По неким историчарима (Иван Јастребов и Хасан Калеши) тврди се да је Призрен пао под османску власт 21. јуна 1455. године. На основу османских извора, претпоставља се да је Призрен пао под османску власт тек 1459. године. Међутим, извесно је да су Османлије недуго по освајању Призрена установили посебан Призренски санџак који је постојао током читавог раздобља османске власти, све до ослобођења 1912. године.
Након освајања града и шире околине, Османлије су у наредним деценијама крчиле шуму и чистиле путеве, ради побољшања инфраструктуре и спречавања хајдучких упада. Истовремено су насељавали империји одано становништво, што је испрва чинило туркменско становништво из области Сарухан.
У периоду османске власти град на обали Бистрице добија нову урбану структуру формирањем чаршија и махала и изградњом монументалних исламских грађевина (Синан пашина џамија, Мехмед пашина џамија, Амам, Сахат кула, Камени мост). Овај период одликује и уништавање српских средњовековних цркава и њиховог претварања у џамије. Тако је црква Богородице Љевишке претворена у џамију а од грађе порушеног манастира Светих Архангела саграђена је Синан пашина џамија.
За време Османлија град добија албанску етничку већину.
У османском попису из средине XIX века налази се податак да у Призрену има 3892 куће са укупно 10176 људи, од чега је 7263 муслимана, 2035 православних, 489 Рома муслимана и 389 католика.
Године 1878. на скупу муслимана са Косова и Метохије и делова Албаније у Бајракли џамији основана је Призренска лига, са циљем спречавања остварења одлука Берлинског конгреса и онемогућавања припајања области које су припале Црној Гори и Србији, као и постављања питања албанске аутономије у оквиру Османског царства.
Један од призренских паша је био Србин Махмуд-паша Ротља (Ротуловић), родом из села Ујмишта.

### Балкански ратови и Први светски рат
После Балканских ратова Призрен поново улази у састав Србије.
У јесен 1915. при повлачењу српске војске у Призрену краљ Петар по последњи пут прима чланове српске владе у земљи и ту се доноси одлука о повлачењу српске војске преко Албаније. Призрен и његова околина били су под бугарском окупацијом све до ослобођења 1918. године.

### Између два светска рата
По ослобађењу 1918. Призрен постаје седиште округа и њему се образују Окружни суд. У овом периоду у Призрену се отварају прве фабрике, оснивају прва спортска друштва, граде путеви.

### После Другог светског рата
После априлског слома Краљевине Југославије 1941. године и окупације, Призрен улази у састав италијанске Велике Албаније. У току ове окупације долази до протеривања српског живља.
За време окупације 1941—1944. по ослобођењу Призрена 17. новембра 1944. године, он постаје средиште Аутономне Косовско-метохијске области, основане 1. септембра 1945. Касније ће њено средиште бити премештено у Приштину. Нова комунистичка власт доноси забрану повратка Срба на Косово.
После Другог светског рата долази до свестраног развоја Призрена. Развијају се привреда, просвета, култура, здравство, саобраћајнице, а то је праћено великим порастом броја становника, великим прираштајем и досељавањем у корист Албанаца.

### Погром 17. марта 2004.
После бомбардовања СР Југославије и уласка НАТО снага на Косово и Метохију долази до новог великог протеривања неалбанског становништва, углавном, Срба и Рома као и рушења и паљења њихових кућа, верских објеката и сакралних споменика.
У погрому који се збио марта 2004. године долази до уништавања цркава важних историјских споменика српске православне баштине од стране Албанаца. У тим нередима страдли су манастирски комплекс Свети Архангели, саборна црква у Призрену као и црква Богородице Љевишке. До 1999. године живело је 12.000 Срба у Призрену, да би их, до 2010. године, опстало једва десетак.

## Становништво
У 17. веку је најмање 20.000 Срба православаца напустило Призрен уочи турског заузимања града. Призрен су тада насељавали Албанци који су долазили са југозапада.
Године 1838. је Аустријанац Јозеф Мулер проценио да становништво Призрена и околине чине Срби (хришћани и муслимани) са 24.950 особа или 73,68%, те Албанци (католици и муслимани) са 16,63%.
Крајем 19. века у Призрену и околини је живело око 60.000 особа, од којих 11.000 хришћанских и 30.000 муслиманских Срба. Остали су били Турци, Албанци, Цинцари и Роми.
Према 1981. године град је био већински насељен Албанцима. Након рата 1999. године Срби напуштају Призрен.
| Етнички састав према попису из 1961.‍ | Етнички састав према попису из 1961.‍ | Етнички састав према попису из 1961.‍ | Етнички састав према попису из 1961.‍ | Етнички састав према попису из 1961.‍ |
| ------------------------------------ | ------------------------------------ | ------------------------------------ | ------------------------------------ | ------------------------------------ |
|                                      |                                      |                                      |                                      |                                      |
| Албанци                              | Албанци                              |                                      | 14.933                               | 53,2%                                |
| Срби                                 | Срби                                 |                                      | 5.764                                | 20,5%                                |
| Црногорци                            | Црногорци                            |                                      | 409                                  | 1,5%                                 |
| Југословени                          | Југословени                          |                                      | 227                                  | 0,8%                                 |
| остали                               | остали                               |                                      | 6.474                                | 23,1%                                |
| Укупно: 28.062                       |                                      |                                      |                                      |                                      |

| Етнички састав према попису из 1981.‍ | Етнички састав према попису из 1981.‍ | Етнички састав према попису из 1981.‍ | Етнички састав према попису из 1981.‍ | Етнички састав према попису из 1981.‍ |
| ------------------------------------ | ------------------------------------ | ------------------------------------ | ------------------------------------ | ------------------------------------ |
|                                      |                                      |                                      |                                      |                                      |
| Албанци                              | Албанци                              |                                      | 39.412                               | 63,8%                                |
| Срби                                 | Срби                                 |                                      | 7.709                                | 12,5%                                |
| Турци                                | Турци                                |                                      | 5.699                                | 9,2%                                 |
| Муслимани                            | Муслимани                            |                                      | 5.144                                | 8,3%                                 |
| Роми                                 | Роми                                 |                                      | 2.592                                | 4,2%                                 |
| Црногорци                            | Црногорци                            |                                      | 470                                  | 0,8%                                 |
| Укупно: 61.801                       |                                      |                                      |                                      |                                      |

| Етнички састав према попису из 2011.‍ | Етнички састав према попису из 2011.‍ | Етнички састав према попису из 2011.‍ | Етнички састав према попису из 2011.‍ | Етнички састав према попису из 2011.‍ |
| ------------------------------------ | ------------------------------------ | ------------------------------------ | ------------------------------------ | ------------------------------------ |
|                                      |                                      |                                      |                                      |                                      |
| Албанци                              | Албанци                              |                                      | 67.020                               | 78,7%                                |
| Турци                                | Турци                                |                                      | 8.833                                | 10,4%                                |
| Бошњаци                              | Бошњаци                              |                                      | 4.914                                | 5,8%                                 |
| Роми                                 | Роми                                 |                                      | 2.666                                | 3,1%                                 |
| Ашкалије                             | Ашкалије                             |                                      | 742                                  | 0,9%                                 |
| Горанци                              | Горанци                              |                                      | 576                                  | 0,7%                                 |
| Укупно: 85.119                       |                                      |                                      |                                      |                                      |

Број становника на пописима:
|             | \| Демографија[23] \| Демографија[23] \| Демографија[23] \| \| Година \| Становника \| Становника \| \| --------------- \| --------------- \| --------------- \| \| 1948. \| 20.540 \| \| \| 1953. \| 22.997 \| \| \| 1961. \| 28.062 \| \| \| 1971. \| 41.681 \| \| \| 1981. \| 61.801 \| \| \| 1991. \| 92.303 \| \| |            |
| Демографија | |            |
| Година      | Становника | Становника |
| 1948.       | 20.540 |            |
| 1953.       | 22.997 |            |
| 1961.       | 28.062 |            |
| 1971.       | 41.681 |            |
| 1981.       | 61.801 |            |
| 1991.       | 92.303 |            |

## Привреда
Призрен је до почетка 20. века био познат као занатски и трговачки центар. Призрен је стекао углед по обради метала и обради коже. После Балканских ратова долази до отварања првих фирми и банака. Ипак тек после Другог светског рата долази до отварања првих већих фабрика који су постали носиоци развоја Призрена:
- Фармакос – производња лекова
- Фамипа – производња металне галантерије
- Филигран – обрада племенитих метала и производња накита
- Прогрес – индустрија хране
- Перлонка – производња синтетичких филамената
- Принтекс – текстилна индустрија
- Комуна – производња обуће
- Ароматик - производња и обрада дувана

Након рата 1999. године капацитет ових фабрика је смањен за 80%. Тренутно раде само неколико од ових фабрика.

## Споменичко наслеђе

### Утврђења
У Призрену и његовој околини постоје остаци многих утврђења. Већина имају словенске називе иако су многа била грађена пре доласка Словена у ове крајеве.
- Каљаја – византијска тврђава, налази се изнад града, и саграђена је у 11. веку али преправљана и дозиђивана и 12. веку и 13. веку. Ојачана и дозидана за време цара Душана 14. веку. Преправљана је у пет фаза у турском периоду највише у 17. веку. У подножју утврђења изграђено је насеље Поткаљаја.
- Вишеград – налази се недалеко од Призрена и саграђен је за време цара Душана да би штитио пут у овом делу клисуре и манастир Свети Архангели који је подигнут у оквиру његових зидина.
- Остаци Дрвенграда – поред Каљаје и Вишеграда, ово утвђење је било разрушено још у турско доба, у народу је било познато као древанград, али је током времена име постало Дрвенград. Теорија да је ово утврђење било дрвено је нетечна јер и данас постоје камени остаци. Иначе ово утврђење је видљиво са старог пута од Средачке жупе ка Призрену.

### Цркве и манастири
- Богородица Љевишка – црква подигнута за време краља Милутина на остацима цркве из 12. века. За време турске владавине била је претворена је у џамију, али после повратка Призрена под српску власт црква је рестаурисана.
- Манастирски комплекс Свети архангели – налази се 3 km од Призрена и задужбина је цара Душана. Црква у комплексу је посвећена Светим Архангелима Михаилу и Гаврилу. Манастир је за време Турака уништен и остаци су били кориштени за изградњу Синан пашине џамије.
- Црква Светог Спаса – налази се на брду изнад Призрена и посвећена је Вазнесењу Христовом.
- Црква Светог Николе – налази се у самом центру Призрена и подигнута је 1331. године.
- Црква Свете Недеље – налази се у подграђу тврђаве Каљаја и задужбина је Марка Мрњавчевића из 1371. године.
- Црква Светог Димитрија – некадашњи православни храм касније отет Србима и претворен у католичку цркву Св. Марије.
- Црква Свете Богородице – је католичка црква саграђена је на месту цркве Светог Димитрија.
- Саборна црква Светог Ђорђа – налази се у самом центру Призрена и саграђена је 1887. године.
- Црква Светих Врача и Светог Томе су цркве саграђене у 19. веку у насељу Поткаљаја.
- Црква Светог Пантелејмона – сачуван је само спомен на њу.

### Џамије
Призрен је за време петовековне владавине био важно исламско седиште и у њему су подигнуте бројне џамије, текије, турбета и медресе. У Призрену је било развијено преписивање арапских, персијских и турских дела са књижевним и научним садржајем. У једном периоду у Призрену је било преко 23 џамија, 15 турбета, 21 школа, 4 медресе и два месџида. Најзначајније џамије су:
- Бајракли (Мехмед-пашина) џамија – саграђена је 1549. године. Подигао ју је Гази Мехмед-паша.
- Синан пашина џамија – саграђена 1615. године, а за њену градњу коришћен је материјал са порушеног манастира Св. Арханђела. Карактерише је висок и витак минарет. Налази се у самом центру Призрена.
- Кукли-бегова џамија

### Хамам
У Призрену се и данас налази један од три највећа хамама у Србији. Хамам је грађен у време када и Бајракли џамија. У њему су постојале посебне одаје за мушкарце и жене.

### Камени мост
Камени мост у Призрену је и данас једно од обележја града. Грађен је у време градње Синан пашине џамије. Страдао је у поплавама 17. новембра 1979. године, али је обновљен и враћен му је првобитни изглед. Његова лепота посебно се истицала у време када је било јазова и воденица.

### Богословија
Богословија у Призрену основана је 1. октобра 1871. године од стране великог српског добротвора Симе Андрејевића Игуманова иначе рођеног Призренца. Налазила се у самом центру Призрена али је током мартовског погрома 2004. запаљена. Иначе по доласку НАТО снага 1999. у Призрен, богословија је престала са радом и премештена је у Ниш због сигурносних разлога, а у њој су живели расељени. Богословија је 2011. године обновила рад.

## Архитектура
Призрен је најзначајније и највредније старо градско насеље на Косову и Метохији. Изглед овог града-споменика чине га јединственим. Махале – Поткаљаја, Пантелија, Мараш, Поток и Терзи – сликовити су комплекси стамбених зграда, кривудави сокаци омеђени су високим бело окреченим оградним зидовима, иза којих су раскошна дворишта богата бујним зеленилом.
У унутрашњим калдрмисаним двориштима, кроз која су протицали мали канали са водом биле су неговане баште. Далеко од велике улазне капије, уз коју су економски објекти са истакнутом великом кухињом мутваком, у дубини дворишта смештене су удобне куће за становање, префињене организације, са пространим тремом.
Куће у Призрену припадају типу традиционалне балканске бондручне (дрвена скелетна конструкција са различитом испуном и малтерисање блатом) једноспратне грађевине са доксатима и резбареним таваницама, и великим, далеко у простор истуреним стрехама. Кровови су покривени мрком плитком ћерамидом.
Призренска посебност су фасаде окречене колористички смело – јарким бојама. Посебна пажња посвећивана је зидању каменом, нарочито слогу и наглашавању спојница. Архитектонске, конструктивне и ликовне вредности ових здања сврставају их у споменике градитељске традиције највишег домета. После 1912. године у више таласа урбанизације и изградње језгро добија данашње облике.

## Ношња
Утицаји више народа и култура на простору Призрена утицали су и на ношњу која се носила. Призренска ношња поготову женска је врло колоритна и тотално атипична у односу на ношњу из других крајева Србије. Једна од карактеристика призренске женске ношње јесу димије, што представља јасан утицај Турске. Разлике у ношњи између сва три доминантна народа у Призрену, Турака, Срба и Албанаца нису биле велике.
Призренско платно и призренски вез јесу нешто по чему је Призрен препознатљив.

## Познате личности
- Петар Коришки, српски светитељ
- Лазар Хиландарац, српски средњовековни православни монах
- Андреја Андрејевић, трговац
- Чолак Анта Симеоновић, војвода Првог српског устанка
- Крагуј Андрејевић, капетан, старешина у устанку
- Аксентије Андрејевић, игуман
- Петар Андрејевић, управник двора
- Сима Андрејевић Игуманов, српски трговац, хуманиста и црквено-просветни добротвор
- Димиш Мишетовић, трговац, народни добротвор
- Анастасија Наста Димитријевић, учитељица
- Дионисије Гудић, свештеник, учитељ, архимандрит
- Стеван Благојевић, трговац, јавни и национални радник
- Ђорђе Камперелић, српски православни свештеник и ректор Призренске богословије
- Петар Костић, српски књижевник, православни свештеник, национални радник и ректор Призренске богословије
- Манојло Ђорђевић Призренац, књижевник, публициста, национални радник
- Цветко Благојевић, трговац, национални радник
- Сима Бабарогић, учитељ, национални радник
- Андра Гроздановић, учитељ, школски надзорник
- Василије Десић, професор, судија
- Антоније Тодоровић, српски просветни и национални радник
- Спасоје Илић, учитељ, књижевник, преводилац
- Алекса Мандушић, амерички ратни херој
- Џевдет Дода, народни херој Југославије
- Слободан Сурчевић, народни херој Југославије
- Катарина Патрногић, народни херој Југославије
- Јованка Радивојевић, народни херој Југославије
- Јордан Николић, српски певач народних песама
- Ивица Дачић, српски политичар, председник СПС
- Ненад Стојковић, југословенски и српски фудбалер
- Дејан Мусли, српски кошаркаш

## Партнерски градови
Призрен је побратимљен са следећим градовима:
| - Скадар, Албанија - Истанбул, Турска - Тирана, Албанија - Драч, Албанија - Валона, Албанија - Саранда, Албанија - Загреб, Хрватска | - Осијек, Хрватска - Мостар, Федерација Босне и Херцеговине, БиХ - Бинген на Рајни, Немачка - Улцињ, Црна Гора - Мамуша, Србија |  |